# Persone di cognome Schneider
| Questa pagina contiene informazioni ricavate automaticamente dalle voci biografiche con l'ausilio del template Bio e di un bot. L'aggiornamento è periodico e automatico e ricostruisce completamente la pagina. Se manca una persona in questa lista, sei pregato di non aggiungerla, ma accertati piuttosto che la sua voce biografica contenga il template Bio e che i dati anagrafici siano correttamente compilati. Se il template Bio manca, inseriscilo tu stesso o, in alternativa, metti l'avviso {{tmp\|Bio}} che ne segnala la mancanza. Se i dati riportati sono sbagliati, correggi direttamente la voce biografica; le modifiche saranno visibili in questa lista entro pochi giorni. Per chiarimenti vedi il progetto antroponimi. La lista contiene solo le 113 persone che sono citate nell'enciclopedia e per le quali è stato implementato correttamente il template Bio. Pagina aggiornata al 7 ago 2025. |

Questa è una lista di persone presenti nell'enciclopedia che hanno il cognome Schneider, suddivise per attività principale.

## Allenatori di calcio(2)
- Marc Schneider, allenatore di calcio e ex calciatore svizzero (Thun, n. 1980)
- Thomas Schneider, allenatore di calcio e ex calciatore tedesco (Rheinhausen, n. 1972)

## Alpinisti(1)
- Erwin Schneider, alpinista e cartografo austriaco (Jáchymov, n. 1906 - Lech am Arlberg, † 1987)

## Arbitri di calcio(1)
- Frank Schneider, arbitro di calcio francese (Strasburgo, n. 1979)

## Archeologi(1)
- Robert von Schneider, archeologo e numismatico austriaco (Vienna, n. 1854 - Vienna, † 1909)

## Arcivescovi cattolici(1)
- Josef Schneider, arcivescovo cattolico tedesco (Norimberga, n. 1906 - Bamberga, † 1998)

## Astronomi(1)
- Jean Schneider, astronomo francese (n. 1941)

## Attori(7)
- Aliocha Schneider, attore e cantante francese (Parigi, n. 1993)
- Beau Schneider, attore olandese (L'Aia, n. 1988)
- Helmuth Schneider, attore tedesco (Monaco di Baviera, n. 1920 - Rio de Janeiro, † 1972)
- John Schneider, attore e cantante statunitense (Mount Kisco, n. 1960)
- Niels Schneider, attore francese (Parigi, n. 1987)
- Paul Schneider, attore e regista statunitense (Oakland, n. 1976)
- Vadim Schneider, attore francese (Parigi, n. 1986 - Montréal, † 2003)

## Attrici(3)
- Eliza Schneider, attrice e doppiatrice statunitense (n. 1978)
- Magda Schneider, attrice e soubrette tedesca (Augusta, n. 1909 - Schönau am Königssee, † 1996)
- Maria Schneider, attrice francese (Parigi, n. 1952 - Parigi, † 2011)

## Autrici televisivi(1)
- Sarah Schneider, autrice televisiva, comica e attrice statunitense (Summit, n. 1983)

## Batteristi(1)
- Christoph Schneider, batterista tedesco (Berlino Est, n. 1966)

## Biatlete(1)
- Sophia Schneider, biatleta tedesca (Traunstein, n. 1997)

## Bobbiste(1)
- Stephanie Schneider, bobbista tedesca (Breitenbrunn, n. 1990)

## Bobbisti(1)
- Tobias Schneider, bobbista tedesco (n. 1992)

## Botanici(1)
- Camillo Karl Schneider, botanico, scrittore e architetto tedesco (Wermsdorf, n. 1876 - Berlino, † 1951)

## Calciatori(17)
- Dick Schneider, calciatore olandese (Deventer, n. 1948 - † 2025)
- Dieter Schneider, ex calciatore tedesco orientale (Lauter/Sa., n. 1949)
- Edgar Schneider, ex calciatore tedesco (Pforzheim, n. 1949)
- Georg Schneider, calciatore tedesco (n. 1892 - † 1961)
- Günter Schneider, calciatore tedesco orientale (Planitz, n. 1924 - Berlino, † 2000)
- Helmut Schneider, calciatore tedesco (Altrip, n. 1913 - † 1984)
- Jan-Marc Schneider, calciatore tedesco (Amburgo, n. 1994)
- Johannes Schneider, calciatore tedesco (Lipsia, n. 1887 - Vitry-le-François, † 1914)
- Josef Schneider, calciatore e allenatore di calcio austriaco (Vienna, n. 1901 - Vienna, † 1973)
- Jérôme Schneider, ex calciatore svizzero (Neuchâtel, n. 1981)
- Karl Schneider, calciatore austriaco (Vienna, n. 1902)
- Martin Schneider, ex calciatore tedesco (Schweinfurt, n. 1968)
- Randy Schneider, calciatore svizzero (Sursee, n. 2001)
- René Schneider, ex calciatore tedesco (Schwerin, n. 1973)
- René Schneider, calciatore svizzero (n. 1936 - † 2011)
- Sacha Schneider, ex calciatore lussemburghese (n. 1972)
- Uwe Schneider, ex calciatore tedesco (Stoccarda, n. 1971)

## Calciatrici(1)
- Sydney Schneider, calciatrice giamaicana (Dayton, n. 1999)

## Canottieri(2)
- Jakob Schneider, canottiere tedesco (Ihringen, n. 1994)
- Josef Schneider, canottiere svizzero (Romanshorn, n. 1891 - Thun, † 1966)

## Cantanti(3)
- Hannah Schneider, cantante danese (Copenaghen, n. 1982)
- Mary Schneider, cantante australiana (Rockhampton, n. 1932)
- Max Schneider, cantante, ballerino e attore statunitense (New York, n. 1992)

## Cantautrici(1)
- Elle King, cantautrice e attrice statunitense (Los Angeles, n. 1989)

## Cavallerizze(1)
- Dorothee Schneider, cavallerizza tedesca (Magonza, n. 1969)

## Cestiste(1)
- Éva Schneider, cestista ungherese (Budapest, n. 1936 - † 2021)

## Cestisti(2)
- Francis Schneider, ex cestista francese (Mulhouse, n. 1949)
- Tim Schneider, cestista tedesco (Berlino, n. 1997)

## Chimici(1)
- Sidney Gottlieb, chimico statunitense (Bronx, n. 1918 - Washington, † 1999)

## Combinatisti nordici(1)
- Sepp Schneider, ex combinatista nordico austriaco (n. 1991)

## Comici(3)
- Lenny Bruce, comico e cabarettista statunitense (Mineola, n. 1925 - Los Angeles, † 1966)
- Helge Schneider, comico, cantante e attore tedesco (Mülheim an der Ruhr, n. 1955)
- Rob Schneider, comico, attore e sceneggiatore statunitense (San Francisco, n. 1963)

## Compositrici(1)
- Maria Schneider, compositrice e musicista statunitense (Windom, n. 1960)

## Cornisti(1)
- Georg Abraham Schneider, cornista e compositore tedesco (Darmstadt, n. 1770 - Berlino, † 1839)

## Direttori della fotografia(2)
- Aaron Schneider, direttore della fotografia e regista statunitense (Mossville, n. 1965)
- Max Schneider, direttore della fotografia austro-ungarico

## Dirigenti d'azienda(1)
- Reinhard Schneider, dirigente d'azienda tedesco (Magonza, n. 1968)

## Dirigenti sportivi(1)
- John Schneider, dirigente sportivo statunitense (Wisconsin, n. 1971)

## Economisti(1)
- Friedrich Schneider, economista e docente austriaco (Costanza, n. 1949)

## Filologi(1)
- Johann Gottlob Schneider, filologo classico e naturalista tedesco (Wermsdorf, n. 1750 - Breslavia, † 1822)

## Generali(1)
- Antoine Virgile Schneider, generale, politico e nobile francese (Bouquenom, n. 1779 - Parigi, † 1847)

## Giocatori di football americano(1)
- Marco Schneider, giocatore di football americano austriaco (n. 2001)

## Giocatori di poker(1)
- Tom Schneider, giocatore di poker statunitense (Indianapolis, n. 1959)

## Hockeisti su ghiaccio(2)
- Buzz Schneider, ex hockeista su ghiaccio statunitense (Grand Rapids, n. 1954)
- Cory Schneider, hockeista su ghiaccio statunitense (Marblehead, n. 1986)

## Imprenditori(3)
- Eugène Schneider, imprenditore e politico francese (Bidestroff, n. 1805 - Parigi, † 1875)
- Dean Schneider, imprenditore svizzero (Zurigo, n. 1992)
- Jacques Schneider, imprenditore e aviatore francese (Parigi, n. 1879 - Beaulieu-sur-Mer, † 1928)

## Lottatori(1)
- Konstantin Schneider, lottatore tedesco (Frunze, n. 1975)

## Monaci cristiani(1)
- Euloge Schneider, monaco cristiano francese (Wipfeld, n. 1756 - Parigi, † 1794)

## Musicisti(1)
- Florian Schneider, musicista e polistrumentista tedesco (Öhningen, n. 1947 - Düsseldorf, † 2020)

## Musicologi(1)
- Marius Schneider, musicologo tedesco (Haguenau, n. 1903 - Marquartstein, † 1982)

## Nuotatori(1)
- Josh Schneider, nuotatore statunitense (Cincinnati, n. 1988)

## Nuotatrici(1)
- Petra Schneider, ex nuotatrice tedesca (Karl-Marx-Stadt, n. 1963)

## Pallanuotisti(2)
- Hans Schneider, pallanuotista tedesco (Duisburg, n. 1909 - Duisburg, † 1972)
- Achim Schneider, ex pallanuotista tedesco (Duisburg, n. 1934)

## Pallavolisti(1)
- Dustin Schneider, ex pallavolista canadese (Brandon, n. 1985)

## Piloti automobilistici(1)
- Bernd Schneider, ex pilota automobilistico tedesco (Sankt Ingbert, n. 1964)

## Piloti motociclistici(2)
- Bert Schneider, pilota motociclistico austriaco (n. 1936 - † 2009)
- Walter Schneider, pilota motociclistico tedesco (Siegen, n. 1927 - Siegen, † 2010)

## Pittori(1)
- Sascha Schneider, pittore e scultore tedesco (San Pietroburgo, n. 1870 - Swinemünde, † 1927)

## Poetesse(1)
- Uljana Kravčenko, poetessa, scrittrice e attivista ucraina (Mykolaïv, n. 1860 - Przemyśl, † 1947)

## Politici(3)
- Brad Schneider, politico statunitense (Denver, n. 1961)
- Horst Schneider, politico tedesco (Offenbach am Main, n. 1952)
- Ludwig Schneider, politico tedesco (Erdhausen, n. 1898 - Lollar, † 1978)

## Procuratori sportivi(1)
- Bernd Schneider, procuratore sportivo e ex calciatore tedesco (Jena, n. 1973)

## Produttori cinematografici(1)
- Steven Schneider, produttore cinematografico statunitense (New York, n. 1974)

## Produttori televisivi(1)
- Dan Schneider, produttore televisivo, sceneggiatore e attore statunitense (Memphis, n. 1966)

## Psichiatri(1)
- Kurt Schneider, psichiatra tedesco (Crailsheim, n. 1887 - Heidelberg, † 1967)

## Pugili(1)
- Bert Schneider, pugile canadese (Cleveland, n. 1897 - † 1986)

## Registi(1)
- Alan Schneider, regista statunitense (Charkiv, n. 1917 - Londra, † 1984)

## Religiosi(1)
- Paul Schneider, religioso tedesco (Pferdsfeld, n. 1897 - Campo di concentramento di Buchenwald, † 1939)

## Schermitrici(1)
- Daria Schneider, schermitrice statunitense (Berkeley, n. 1987)

## Sciatori alpini(3)
- Florian Schneider, ex sciatore alpino tedesco (n. 1982)
- Georges Schneider, sciatore alpino e allenatore di sci alpino svizzero (Les Ponts-de-Martel, n. 1925 - Wolfenschiessen, † 1963)
- Othmar Schneider, sciatore alpino, dirigente sportivo e tiratore a segno austriaco (Lech, n. 1928 - Götzis, † 2012)

## Sciatrici alpine(3)
- Annemie Schneider, ex sciatrice alpina tedesca
- Tanja Schneider, ex sciatrice alpina austriaca (Lienz, n. 1974)
- Vreni Schneider, ex sciatrice alpina svizzera (Elm, n. 1964)

## Scrittori(3)
- Hansjörg Schneider, scrittore svizzero (Aarau, n. 1938)
- Peter Schneider, scrittore e sceneggiatore tedesco (Lubecca, n. 1940)
- Robert Schneider, scrittore e drammaturgo austriaco (Bregenz, n. 1961)

## Scrittrici(1)
- Helga Schneider, scrittrice tedesca (Steinberg, n. 1937)

## Soprani(1)
- Hortense Schneider, soprano francese (Bordeaux, n. 1833 - Parigi, † 1920)

## Tenniste(1)
- Caroline Schneider, ex tennista tedesca (n. 1973)

## Tennisti(1)
- David Schneider, ex tennista sudafricano (Johannesburg, n. 1955)

## Velocisti(1)
- Thomas Schneider, velocista tedesco (Forst, n. 1988)

## Vescovi cattolici(1)
- Athanasius Schneider, vescovo cattolico e saggista kirghiso (Tokmok, n. 1961)

## Violinisti(1)
- Alexander Schneider, violinista, direttore d'orchestra e docente russo (Vilnius, n. 1908 - Manhattan, † 1993)